# I lidelsens famn
I lidelsens famn (finska: Intohimon vallassa) är en finsk dramafilm från 1947 i regi av Teuvo Tulio. Filmen är baserad på Johannes Linnankoskis novell Kampen om Heikkilä gård, som även filmatiserades 1936. I Sverige gick filmen även under namnet Olof – forsfararen.

## Handling
Dottern på Heikkilä gård, Aino (Regina Linnanheimo), tvingas av familjära skäl överge kärleken för flottaren Olavi (Kullervo Kalske) och istället gifta sig med den alkoholiserade Paavo (Eric Gustafsson).

## Rollista i urval
- Regina Linnanheimo – Aino
- Kullervo Kalske – Olavi
- Eric Gustafsson – Paavo
- Matti Aulos – kyrkoherden